# Kumbarahalli, Nanjangud
Kumbarahalli là một làng thuộc tehsil Nanjangud, huyện Mysore, bang Karnataka, Ấn Độ.